# Moriz Sondheim
Moriz Sondheim (* 1860 in Le Havre; † 10. April 1944 in Frankfurt am Main) war ein deutscher Antiquar.

## Leben
Moriz Sondheim wurde als Sohn deutscher Eltern in Frankreich geboren. Sein Vater musste bei Ausbruch des Krieges 1870 nach Deutschland zurückkehren und ließ sich in Karlsruhe nieder, wo Moriz das Gymnasium besuchte. 1877 trat er als Lehrling in das Antiquariat Joseph Baer & Co. in Frankfurt ein. 1890 wurde er dort Prokurist, am 1. Januar 1901 mit Leo und Edwin Baer Mitinhaber der Firma.
Nach dem Berufsverbot im Juni 1934 und der Auflösung der Firma blieb er in Frankfurt, musste den „Judenstern“ tragen und in einem „Judenhaus“ leben. Er starb an den Folgen eines Luftangriffs.
Er heiratete 1887 in Karlsruhe Marie Kossmann (* 28. März 1857 in St. Petersburg; † 1934). Bei beiden war „jüdisch“ als Konfession angegeben, bei ihm wurde später in „konfessionslos“ geändert, bei ihr in „evangelisch“.

## Veröffentlichungen (Auswahl)
- Die Anfänge der Druckkunst in Frankfurt a.M. In: Aloys Ruppel (Hrsg.): Gutenberg Festschrift zur Feier des 25jährigen Bestehens des Gutenbergmuseums in Mainz. Gutenberggesellschaft, Mainz 1925, S. 402–407.
- Gesammelte Schriften. Buchkunde – Bibliophilie – Literatur – Kunst u. a.  J. Baer & Co., Frankfurt 1927 [„Die vorliegende Ausgabe der gesammelten Schriften von Moriz Sondheim wurde in zweihundert nummerierten Exemplaren gedruckt und am 25. August 1927 dem Verfasser anlässlich seines 50-jährigen Berufsjubiläums und zur Feier seiner 50-jährigen Wirksamkeit in der Buchhandlung Joseph Baer & Co., Frankfurt am Main von Leo und Edwin Baer gewidmet.“] (Digitalisat).
- Das Titelblatt. Ansprache von Moriz Sondheim bei Eröffnung der 5. Ausstellung der Frankfurter Bibliophilen-Gesellschaft im Kunstgewerbe-Museum in Frankfurt am Main den 20. Februar 1927. Gutenberg-Gesellschaft, Mainz 1927.
- Bibliophilie. Rede gehalten bei der Jahresversammlung der Gesellschaft der Bibliophilen am 11. September 1932 zu Frankfurt am Main. Bremen / Berlin 1933 (Text).